# Freddy Ginebra
Freddy Danilo Ginebra Giudicelli (n. Santo Domingo; 17 de febrero de 1944) es un gestor cultural, escritor y periodista dominicano. 
En 1964, con 19 años, produjo el programa de televisión Cita con la Juventud. 
Ginebra estudió derecho en la Universidad Autónoma de Santo Domingo. Luego en la Universidad de Nueva York estudió filología inglesa, ciencias de la comunicación, Kulturadministration y relaciones públicas. Fue Presidente de la Liga Dominicana de Agencias Publicitarias (LIDAP). 
En 1974 fundó la Casa De Teatro, un centro cultural en la ciudad de Santo Domingo, del que es director desde entonces. Casa de Teatro tuvo una participación destacada dentro del festival de Siete Días con el Pueblo y en su local se presentaron artistas como Silvio Rodríguez, Mercedes Sosa, Ana Belén y Noel Nicola, entre otros.  El embajador de Francia en la República Dominicana condecoró a Ginebra como Caballero de la Ordre des Arts et des Lettres.
Ginebra es primo de la presentadora de TV Milagros Germán.
El debut de Ginebra en el cine se da con Mañana no te olvides, un filme del cineasta hispano-dominicano José Enrique Pintor.

## Filmografía
| Año  | Título               | Personaje | Director            | País                               |
| ---- | -------------------- | --------- | ------------------- | ---------------------------------- |
| 2017 | Mañana no te olvides | Roberto   | José Enrique Pintor | Bandera de la República Dominicana |
| 2023 | Cuarencena           | Papá      | David Maler         | Bandera de la República Dominicana |